# Oum Chheang Sun

Oum Chheang Sun

Oum Chheang Sun (Khmer: អ៊ុំ ឈា ង ស៊ុន) (Kampong Cham 1 juni 1900 - † onbekend) was een Cambodjaans politicus. Hij was tot twee keer toe premier van Cambodja: van 3 maart tot 12 oktober 1951 en van 4 januari tot 1 maart 1956. Oum Chheang Sun behoorde aanvankelijk tot de Democratische Partij en daarna tot Sangkum (Socialistische Volksgemeenschap), de partij van prins Norodom Sihanouk.

## Biografie
Hij volgde een opleiding tot onderwijzer en was onderwijsinspecteur en later hoofd van de onderwijsinspectie in Frans-Indochina. Tussen 1933 en 1942 was hij privé-onderwijzer van prins Norodom Sihanouk. Na de Tweede Wereldoorlog sloot hij zich aan bij de Democratische Partij en vanaf 1948 was hij lid van de Raad van het Koninkrijk (een soort hogerhuis). Van 1950 tot 1952 was hij voorzitter van dit orgaan. In 1951 was hij voor de eerste keer korte tijd premier en bekleedde daarnaast de ministerspost van Defensie. In 1955 was hij minister van Volksgezondheid en in 1956 was hij nogmaals voor enkele malen premier. Na zijn premierschap was hij adviseur van de kroon en lid van de invloedrijke Troonraad.
Het is onbekend wanneer Oum Chheang Sun overleed.

## Bron
- (fr)  Sakou Samoth: Hommes et Histoire du Cambodge , gepubliceerd in 2012